# Uppfordringsverk

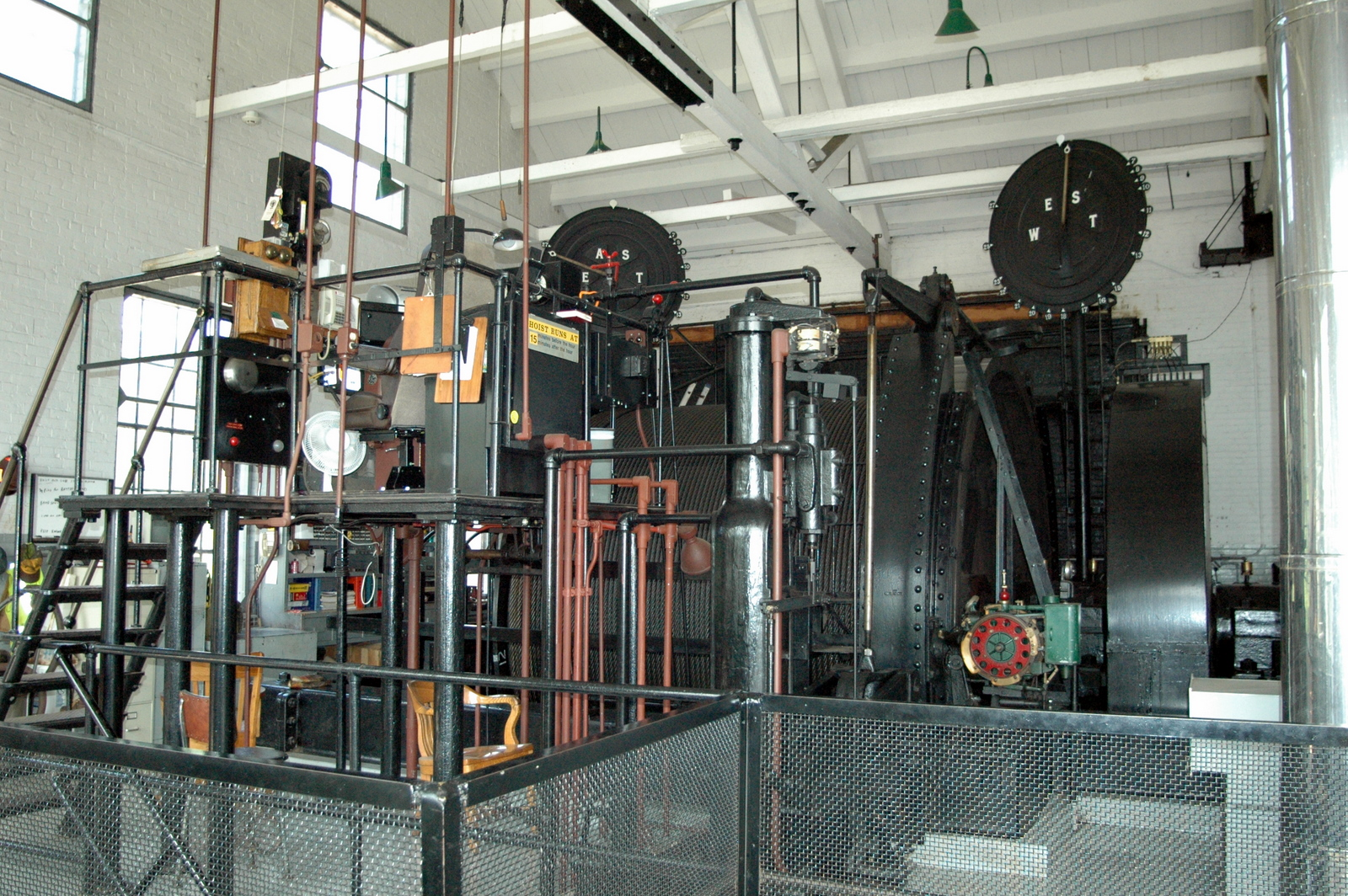
Maskineriet till ett uppfordringsverk

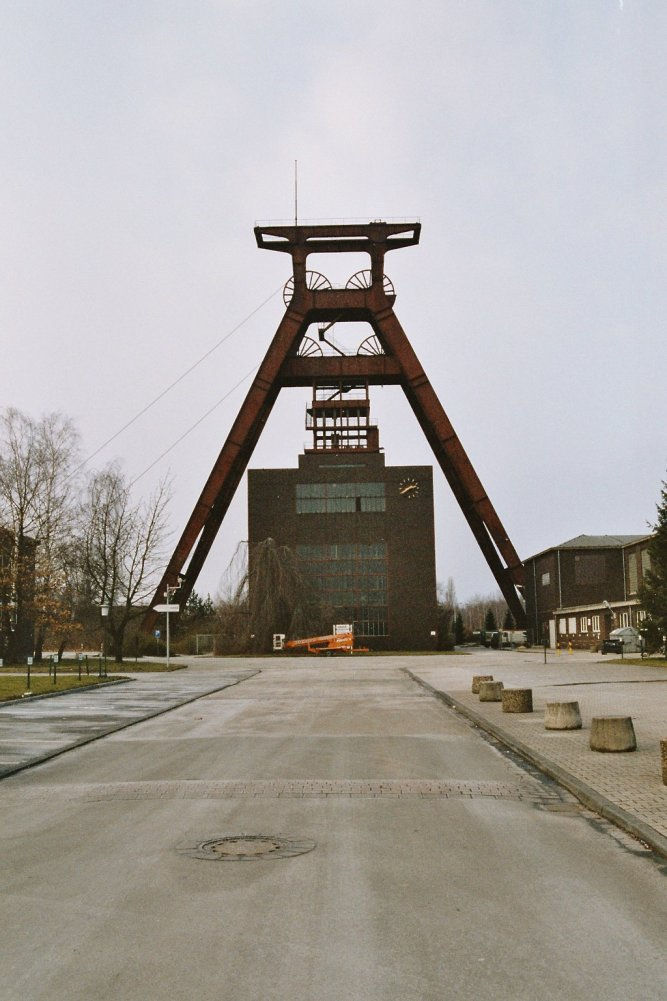
Uppfordringsverket vid gruvan Zeche Pluto i Herne-Wanne-Eickel.

Uppfordringsverk är en maskin för transportering av material från ett lägre till ett högre plan. Särskilt används denna benämning för gruvspel. Verket drevs ursprungligen av till exempel en hästvind, ett vattenhjul eller via en stånggång, men mekaniserades i och med ångdriftens intåg. 
En lave eller gruvlave är överbyggnaden till ett gruvschakt och inrymmer gruvspelet. 